# Péter Dely
Pour les articles homonymes, voir Dely.
Dans le nom hongrois Dely Péter, le nom de famille précède le prénom, mais cet article utilise l’ordre habituel en français Péter Dely, où le prénom précède le nom.
Péter Dely est un joueur d'échecs hongrois, né le 5 juillet 1934 à Sárospatak et mort le 23 décembre 2012.

## Biographie et carrière

### Titres
Maître international en 1962, Dely obtint le titre de grand maître international honoraire en 1999, 
Il finit deuxième ex æquo du championnat de Hongrie en mai 1965, puis troisième ex æquo en 1968-1969.
Il remporta le championnat de Hongrie d'échecs en décembre 1969 devant Forintos, Csom, Barcza et Ribli.

### Palmarès
Dely a remporté les tournois de :
- Reggio Emilia 1960-1961 ;
- Polanica-Zdrój 1965 (mémorial Rubinstein), ex æquo avec Evgueni Vassioukov[1] ;
- Budapest 1967 ;
- Bagneux 1970 ;
- Luxembourg 1971.

### Compétitions par équipe
Dely a représenté la Hongrie lors de deux championnats d'Europe par équipe, remportant trois médailles :
- la médaille de bronze par équipe en 1965 (il jouait au huitième échiquier et marqua 5 points sur 9) ;
- la médaille d'argent par équipe en 1970 ;
- la médaille d'argent individuelle au septième échiquier en 1970 (il marqua 3,5 points sur 6).

### Contribution à la théorie des ouvertures
Dans une partie disputée en 1965 dans le championnat de Hongrie contre Károly Honfi, Péter Dely utilisa pour la première fois un sacrifice de pion dans la défense sicilienne. Ce coup fut repris vingt ans plus tard par Garry Kasparov à deux reprises dans son match du Championnat du monde d'échecs 1985 contre Anatoli Karpov. Avec ce gambit, Kasparov remporta la seizième partie du match et prit un point d'avance. Depuis cette partie, ce coup est appelé le gambit Kasparov ou gambit Kasparov-Dely.